# Eryksimachos
Eryksimachos – grecki lekarz, żyjący w IV wieku p.n.e., syn Akumenosa. Postać z dialogu Platona pt. Uczta.
Podobnie jak ojciec, należał do rodu i kasty zaprzysiężonych Asklepiadów, uprawiających medycynę jeszcze od czasów mitycznych przodków Asklepiosa. Zarówno ojciec jak i syn znani byli powszechnie ze wstrzemięźliwości, a Eryksimachos zasłynął kazaniami dotyczącymi tego tematu.
W dialogu Platona pojawia się jako osoba wypowiadająca swoje racje sucho, zawile; często nudzi rozmówców. Żyje w przyjaźni z Fajdrosem, z którym wymyka się gdy pijatyka zaczyna się na dobre.